# Encyclopaedia of Islam
Encyclopaedia of Islam je rozsáhlá knižní encyklopedie islámu. Jednotlivé články napsali významní islamisté z různých oblastí světa. Jednotlivá hesla jsou značně detailně propracovaná a celá kniha je určena především odborníkům. Encyklopedie zahrnuje více svazků a vyšla již několikrát. První edice je označována jako EI1 a zahrnuje 4 svazky, postupně vydané v rozmezí let 1913–1938. Toto první vydání vyšlo ve třech světových jazycích, a to angličtině, francouzštině a němčině.
Druhá edice se zkratkou EI2 již zahrnovala 12 svazků a vyšla anglicky a francouzsky mezi lety 1960–2002. Třetí, zatím připravovaná edice, by měla vyjít jen v angličtině. V českém prostředí je publikace přístupná například v Moravské zemské knihovně v Brně.